# Cron

cron er et systemprogram under UNIX og Linux, en daemon, som håndterer arbejde som regelmæssigt skal udføres ved bestemte tider eller med bestemte intervaller. Det nyere program, anacron, anvendes på pc'er i tilfælde hvor man vil undgå, at en slukket pc forhindrer arbejdet i at blive udført. Når en kørsel er planlagt til at køre på et tidspunkt hvor pc'en er slukket, vil anacron sikre at programmet kører når pc'en er tændt.
Cron kommer fra det græske ord "chronos" som betyder tid.
| Programmering | Spire Denne artikel om datalogi eller et datalogi-relateret emne er en spire som bør udbygges. Du er velkommen til at hjælpe Wikipedia ved at udvide den. |